# Mars 1810

## Événements
- Loi française du 3 mars rétablissant l’autorisation donnée aux autorités administratives de faire arrêter et détenir les personnes coupables « d’atteinte à la sûreté de l’État, de complot » qu’il n’est pas « convenable […] de faire traduire devant les tribunaux ou de faire mettre en liberté ».

- 21 mars : Junot fait le siège d'Astorga, qui capitule le 22 avril[1].

## Naissances
- 4 mars : William Griffith (mort en 1845), médecin, naturaliste et botaniste britannique.
- 6 mars :
  - Paul-Émile De Puydt († 1888 ou 18911), botaniste, économiste et écrivain belge.
  - George Robert Waterhouse (mort en 1888), naturaliste britannique.
- 10 mars : Jacques-Joseph Jans († 1872), ecclésiastique valdôtain, évêque d'Aoste.
- 8 février :Alphonse-Louis Constant, dit Éliphas Lévi, occultiste français.

## Décès
- 2 mars : Claude Gaspard Blancheville, colonel d'empire (° 2 juillet 1766).
- 10 mars : Henry Cavendish, physicien et chimiste britannique (° 10 octobre 1731).
- 24 mars : Mary Tighe, poétesse anglo-irlandaise (° 9 octobre 1772)
- 30 mars : Luigi Lanzi (né en 1732), archéologue, homme d'église, homme de lettres et historien de l'art italien.